# ファルデッラ
ファルデッラ（イタリア語: Fardella）は、イタリア共和国バジリカータ州ポテンツァ県にある、人口約600人の基礎自治体（コムーネ）。

## 地理

### 位置・広がり

#### 隣接コムーネ
隣接するコムーネは以下の通り。
- カルボーネ
- カステッルッチョ・インフェリオーレ
- キアロモンテ
- エピスコピーア
- フランカヴィッラ・イン・シンニ
- ラトローニコ
- サン・セヴェリーノ・ルカーノ
- テアーナ
- ヴィッジャネッロ